# Pamela Dean
Pamela Collins Dean Dyer-Bennet (1953) conocida como Pamela Dean, es una escritora estadounidense enmarcada en el subgénero de la fantasía contemporánea. Su obra más reconocida es la novela Tam Lin, basada en una historia de hadas de origen escocés.
Fue miembro del club de escritores llamado "The Scribblies", junto a Emma Bull, Will Shetterly, Kara Dalkey, Nate Bucklin, Patricia Wrede y Steven Brust.

## Vida personal
Se casó con el fanático de ciencia ficción David Dyer-Bennet el 30 de diciembre de 1982; y practican el poliamor.

## Obra

### Novela
- The Secret Country (1985)
- The Hidden Land (The Secret Country Trilogy, Vol. 2) (1986)
- The Whim of the Dragon (The Secret Country Trilogy, Vol. 3) (1989)
- Tam Lin (1991)
- The Dubious Hills (1994)
- Juniper, Gentian, and Rosemary (1998)

### Relatos cortos
- "The Green Cat" (1985)
- "Two Houses in Saltigos" (1986)
- "Paint the Meadows with Delight" (1987)
- "The Last Part of the Tragic History of Acrilat" (1988)
- "A Necessary End" (1990)
- "Juniper, Gentian and Rosemary" (1989)
- "Owlswater" (1993)
- "This Fair Gift" (1996)
- "Cousins" (2006)

### No ficción
- "Read This" (1994)